# Klaus Egge
Klaus Egge född 19 juli 1906 i Gransherad (nuvarande Notodden) i Telemark, död 7 mars 1979 i Oslo, var en norsk kompositör och musikkritiker. Han var mest känd för sina symfonier, konserter och sin kammarmusik.

## Biografi
Egge föddes i Gransherad nära Notodden i Telemark. Han studerade vid Musikkonservatoriet i Oslo med examen som organist 1929. Han studerade därefter komposition under norske tonsättaren Fartein Valen. 1937–1938 studerade han under professor Walter Gmeindl vid Musikhögskolan i Berlin.
Klaus Egge var en central person inom norsk kultur. Han var ordförande i Norsk Komponistforening 1945–1972, ledamot av Norges kunstnerråd, TONO, Statens Musikkråd och Norges Nasjonale Musikkomité. Han var även ledamot i Nordisk Komponistråd och i International Music Council. Från 1949 mottog Egge konstnärslön från norska staten. 1972 mottog han Norsk kulturråds ærespris. Han var kommendör av norska St. Olavs Orden och även av Isländska Falkens Orden.
År 1953 blev han ledamot av Kungliga Musikaliska Akademien. Hans musik var inspirerad av norsk folkton, men utvecklades i en modern riktning. Till hans större verk hör fem symfonier, tre pianokonserter, en violinkonsert samt en cellokonsert. Även kammarmusiken står centralt, med en stråkkvartett, två blåskvintetter, en violinsonat och ett antal verk för piano. Egge komponerade även många verk för sångkör, samt flera sånger.
Han är far till vokalisten Guri Egge och skådespelaren Ketil Egge.

## Verk (urval)
- Konsert for klaver og orkester Nr. 1, Op. 9 (1937)
- Sveinung Vreim, Op. 11 (1940) (H.H.Holm)
- Fjell-Norig: Symfonisk høgsong for dramatisk sopran og orkester, Op. 15(1941)
- Noreg-songen, Op. 16 (Utgitt: 1952) (text:Arne Garborg)
- Symfoni Nr. 1 : Lagnadstonar, Op. 17 (1942)
- Draumar i Stjernesnø, Op. 18 (1944) (H.H.Holm)
- Elskhugskvede, Op. 19 (1942) (text: Tore Ørjasæter)
- Konsert for klaver og orkester Nr. 2, Symfoniske variasjoner og fuge over en norsk folketone, Op. 21 (1944)
- Symfoni Nr. 2 : Sinfonia Giocosa, Op. 22 (1947)
- Konsert for violin og orkester, Op. 26 (1953)
- Symfoni Nr. 3 : Louisville Symphony, Op. 28 (1958)
- Konsert for cello og orkester, Op. 29 (1966)
- Symfoni Nr. 4 : Sinfonia seriale sopra BACH - EGGE, Op. 30 (1967)
- Symfoni Nr. 5 : Sinfonia dolce quasi passacaglia, Op. 31 (1969)
- Konsert for klaver og orkester Nr. 3, Op. 32 (1973)

## Priser och utmärkelser
- 1949 - Tilldelad norsk konstnärenslön
- 1953 - Medlem i Svenska Kungliga Musikaliska Akademien
- 1958 - Riddare av 1:a klassen av St Olavsorden
- 1964 - Hedersmedlem i norska Norsk komponistförening
- 1972 - Tilldelad Norges kulturråds hederspris
- 1977 - Kommendör av St Olavsorden